# Hohenbrunn
Hohenbrunn é um município da Alemanha, no distrito de Munique, na região administrativa de Oberbayern, estado de Baviera.